# Сутта-вибханга
Сутта-вибханга — первая книга палийской версии Виная-питаки. Она представляет собой комментарий на Патимоккху, собрание правил и норм для монашеского сообщества. В отличие от других буддийских школ в палийской версии Патимоккха не является самостоятельным разделом, так как включена в состав Сутта-вибханги. Последняя делится на две части, затрагивающие монахов (Бхиккху-вибханга, 227 правил) и монахинь (Бхиккхуни-вибханга, 311 правил) соответственно.

## Деление
Правила в Сутта-вибханге делятся на восемь частей:
- Параджика (4 правила для монахов, 8 — для монахинь), проступки, вызывающие изгнание.
- Сангхадисеса (13 правил для монахов, 17 — для монахинь), проступки, вызывающие временное исключение из сообщества.
- Анията (2 правила для монахов, отсутствует для монахинь), неопределённые проступки.
- Нисаггия (30 правил для монахов, 30 — для монахинь), об отказе от предмета, который был получен незаконным путём.
- Пачиттия (92 правила для монахов, 166 — для монахинь), проступки, требующие искупления.
- Патидесания (4 правила для монахов, 8 — для монахинь), проступки для покаяния.
- Секхия (75 правила для монахов, 75 — для монахинь), рекомендованные предметы.
- Адхикаранасаматха (7 правил для монахов, 7 — для монахинь), способы улаживания споров.

## Правила
Большинство правил построены по единому шаблону и состоят из четырёх частей:
1. История, рассказывающая о том, где и по какому поводу Будда озвучил соответствующее правило[2].
2. Непосредственно правило Притимоккхи.
3. Комментарий (пада-бхаджания), по сути разбор слов; как правило разбирает правило по словам, давая объяснение в виде списка синонимов
4. Дополнительные истории, рассказывающие об отклонениях от правил либо обосновывающие последние.

Последний пункт иногда отсутствует; может меняться местом с третьим.
Раздел Адхикаранасаматха отличается от других тем, что не имеет первого и третьего пунктов, что даёт основание считать его более поздним добавлением.